# Kike Linares
Enrique Linares Fernández, detto Kike (Cadice, 12 luglio 1999), è un calciatore spagnolo naturalizzato filippino, difensore dei Lamphun Warrior e della nazionale filippina.

## Biografia
Linares nasce a Cadice, in Spagna. Le origini della nonna, originaria delle Filippine, gli ha permesso di essere eleggibile per la convocazione con la nazionale asiatica.
Linares proviene da una famiglia di calciatori. Il cugino, Álvaro, ex calciatore, ha anch'esso militato nella nazionale filippina.

## Carriera

### Nazionale
Debutta per le Filippine nell'amichevole persa 2-0 contro la Malesia.